# Triboluminiscens

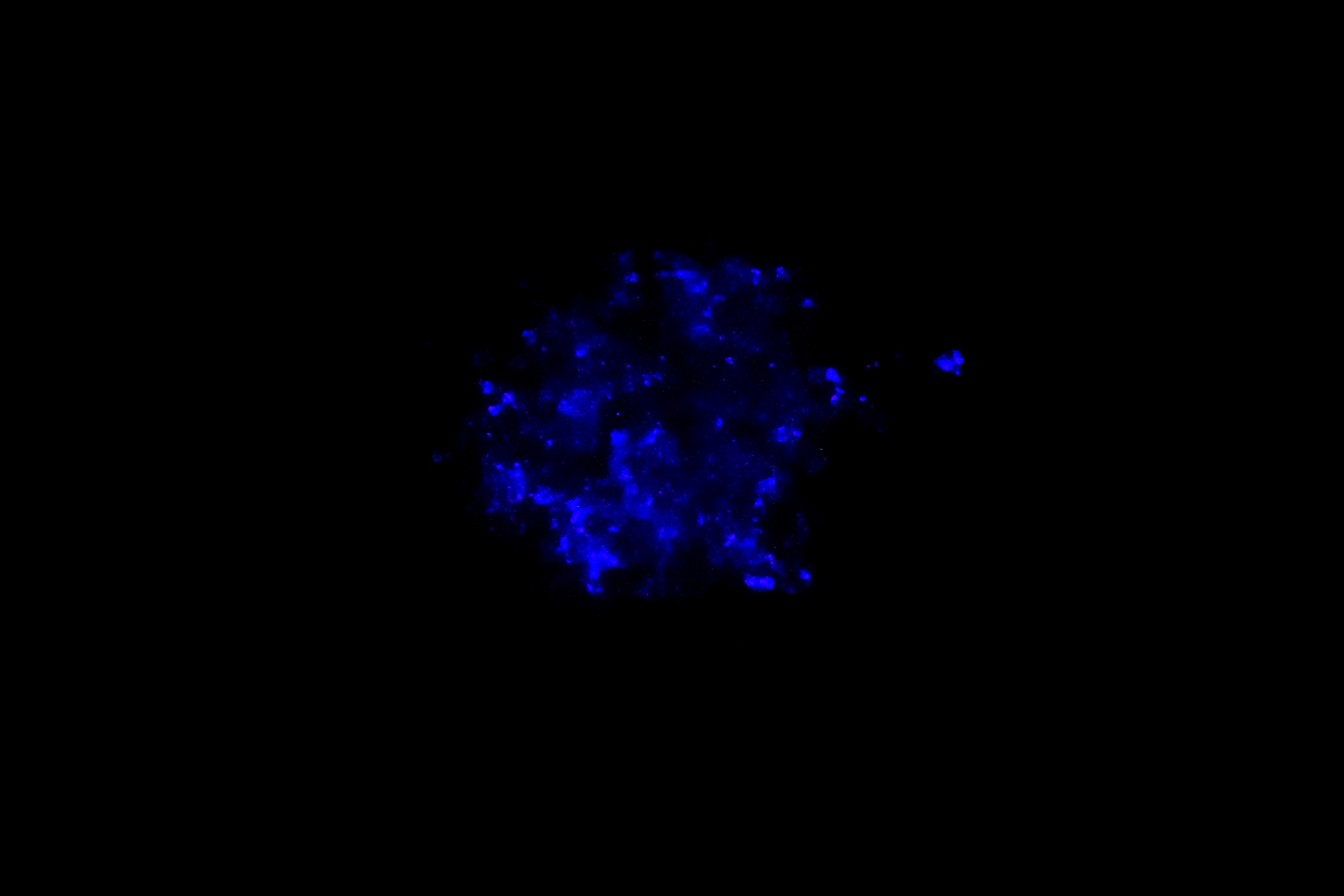
Triboluminescens av nikotin L-salicylat

Triboluminiscens (förr även triboluminescens) är ett optiskt fenomen i vilket ljus genereras genom att asymmetriska bindningar i en (anisotrop) kristall bryts när materialet skrapas, krossas eller gnids och är en variant av luminiscens. Fenomenet är inte helt förstått men verkar i de flesta fall orsakas av separation och återförening av statiska elektriska laddningar (se även triboelektricitet). Termen kommer från grekiskan τρίβειν ("gnida"; se tribologi) och latinets lumen (ljus). Triboluminescens kan till exempel observeras när man bryter sockerkristaller eller skalar av tejp.
Triboluminescens är ofta en synonym för fraktoluminescens (en term som huvudsakligen används när man endast refererar till ljus som emitteras från spruckna kristaller). Triboluminescens skiljer sig från piezoluminescens genom att ett piezoluminescerande material avger ljus när det deformeras, i motsats till trasiga. Dessa är exempel på mekanoluminescens, vilket är luminescens som härrör från någon mekanisk verkan på ett fast ämne.

## Historik

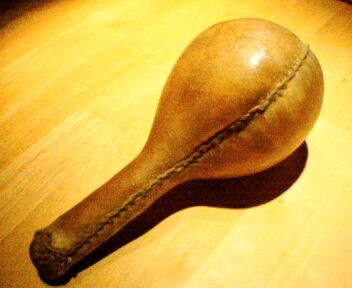
En ceremoniell skallra av buffelråhud fylld med kvartskristaller. Ljusblixtar är synliga när kvartskristallerna utsätts för mekanisk påfrestning i mörker.

### Kvartsskallror hos urbefolkningen Uncompahgre Ute
Urbefolkningen Uncompahgre Ute från centrala Colorado är en av de första dokumenterade grupperna av människor i världen som tillskrivs tillämpningen av mekanoluminescens som involverar användningen av kvartskristaller för att generera ljus. Ute konstruerade unika ceremoniella skallror gjorda av buffelråhud som de fyllde med klara kvartskristaller som samlats in från bergen i Colorado och Utah. När skallrorna skakades på natten under ceremonier framkallade friktionen och den mekaniska påfrestningen från kvartskristallerna som träffade varandra ljusglimtar som var synliga genom den genomskinliga buffelhuden.

### Tidiga vetenskapliga rapporter
Den första registrerade observationen tillskrivs den engelske forskaren Francis Bacon när han skrev i sin Novum Organum från 1620 att "Det är välkänt att allt socker, vare sig det är kanderat eller vanligt, om det är hårt, kommer att gnistra när det går sönder eller skrapas i mörkret." Forskaren Robert Boyle rapporterade också om en del av sitt arbete med triboluminescens 1663. År 1675 observerade astronomen Jean-Felix Picard att hans barometer glödde i mörkret när han bar den. Hans barometer bestod av ett glasrör som delvis var fyllt med kvicksilver. Det tomma utrymmet ovanför kvicksilvret skulle glöda närhelst kvicksilvret gled ner i glasröret.
I slutet av 1790-talet började sockerproducenter framställa mer raffinerade sockerkristaller. Dessa kristaller formades till en stor solid kon för transport och försäljning. Denna solida sockertopp måste delas i användbara bitar med hjälp av en sockertång. Människor märkte då att små ljusblixtar uppstod när socker knipsades i svagt ljus, ett tydligt exempel på triboluminescens.

## Processmekanism
Det återstår några oklarheter om effekten. Den nuvarande teorin om triboluminescens - baserad på kristallografiska, spektroskopiska och andra experimentella bevis - är att vid brott på asymmetriska material separeras laddningen. När laddningarna rekombineras, joniserar den elektriska urladdningen den omgivande luften, vilket orsakar en ljusblixt. Forskning tyder vidare på att kristaller som visar triboluminescens ofta saknar symmetri och är dåliga ledare. Det finns dock ämnen som avviker från denna regel och som inte har asymmetri, men ändå uppvisar triboluminescens, såsom hexakis(antipyrin)terbiumjodid. Man tror att dessa material innehåller föroreningar, vilket gör ämnet lokalt asymmetriskt. Ytterligare information om några av de möjliga processerna som är involverade finns på sidan om den triboelektriska effekten.
Det biologiska fenomenet triboluminescens tros kontrolleras genom rekombination av fria radikaler under mekanisk aktivering.